# Неокласики

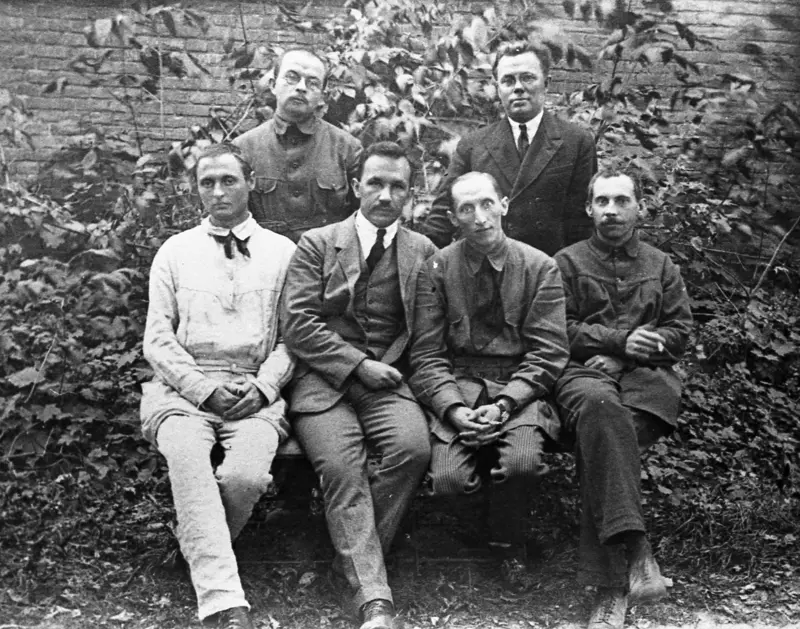
Неокласики у Баришівці. Віктор Домонтович і Микола Зеров (стоять — зліва направо); Юрій Клен, Павло Филипович, Фелікс Якубовський і Максим Рильський (сидять — зліва направо). 1920-ті роки

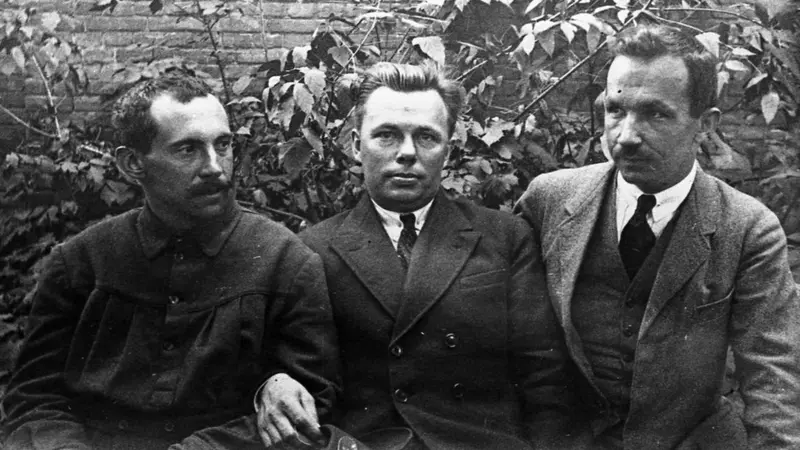
Три неокласики, 1920-ті. Зліва направо: Максим Рильський, Микола Зеров, Павло Филипович.

Неокла́сики також Київські неокласики — група українських поетів та письменників-модерністів початку ХХ століття. До неокласиків належали Микола Зеров, Павло Филипович, Михайло Драй-Хмара, Освальд Бургардт (псевдонім Юрій Клен), Максим Рильський. До кола неокласиків відносять також таких авторів: Віктор Домонтович, Михайло Могилянський, Борис Якубський, Ананій Лебідь, Михайло Новицький, Стефан Савченко, Михайло Калинович, Андрій Ніковський, Дмитро Борзяк. Неокласики позиціювали себе як естетів і жорстко протиставляли себе народництву і романтизму. Крім художньої творчості, члени групи були також активними літературними критиками та теоретиками українського модернізму.
Неокласики належать до так званих письменників доби розстріляного відродження. На відміну від інших груп, «Неокласики» не дбали про своє організаційне оформлення і не виступали з ідейно-естетичними маніфестами. Проте їхня присутність у літературному житті була досить вагомою, що позначилося не лише на творчому рівні, а й під час літературних дискусій 1925—1928 pp.

## Передісторія
За Віктором Петровим, початки групи відсилають до 1918—1919 року, коли Зеров редагує журнал «Книгарь» і комунікує зі «старшою ґенерацією передреволюційного українства»; на той час Зеров вже знайомий із Филиповичем, а про книжку Рильського «Під осінніми зорями» він пише схвальний відгук.
Однак кристалізацією групи вважають 1920–1923-ті роки, коли майбутні неокласики через голод їдуть із Києва до Баришівки, де викладають у гімназії. Там знайомляться Зеров і Бургардт.
Остаточно група сформувалася в 1923-му році, коли всі «неокласики» повернулися до Києва; тоді ж із Кам'янця-Подільського до Києва прибуває Драй-Хмара, а Віктор Петров виступає з доповіддю «Українські неокласики».

## Характеристика течії
Неокласицизм (з грецької новий і зразковий) — течія в літературі та мистецтві, що з'явилась значно пізніше занепаду класицизму як літературного напряму і знайшла свій вияв у використанні античних тем і сюжетів, міфологічних образів і мотивів, проголошенні гасел «чистого» мистецтва та культу позбавленої суспільного змісту художньої форми, в оспівуванні земних насолод. Неокласицизм виник в західноєвропейській літературі в середині XIX ст. До групи українських неокласиків у 20-х роках XX ст. належали М. Зеров, М. Драй-Хмара, М. Рильський, П. Филипович, Юрій Клен (О. Бургардт). Вони відмежовувались від так званої пролетарської культури, прагнули наслідувати мистецтво минулих епох, віддавали перевагу історико-культурній та морально-психологічній проблематиці.

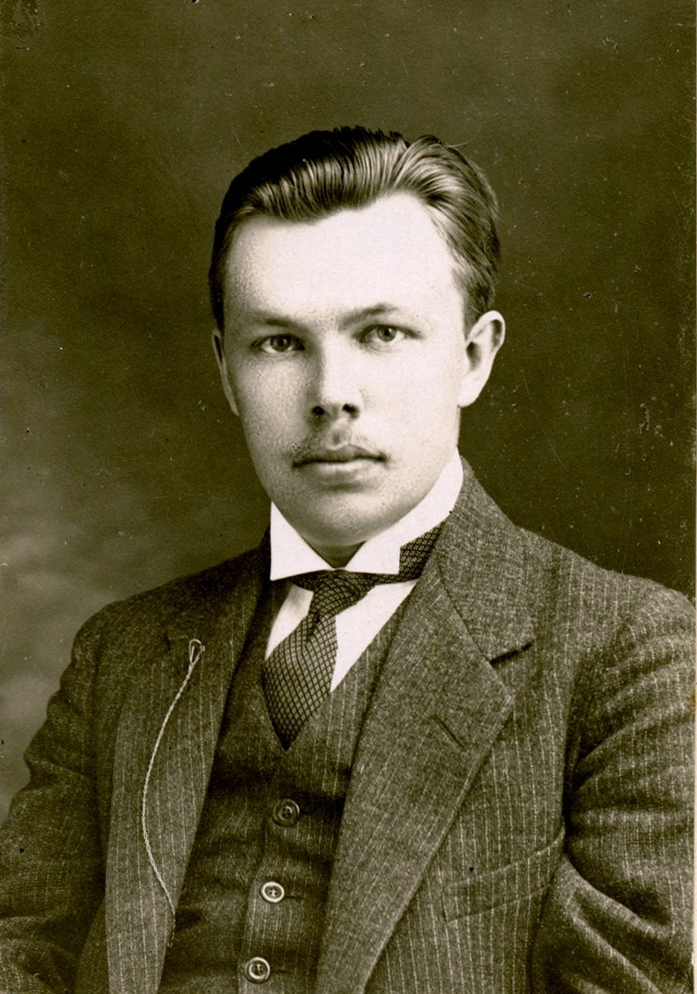
Микола Зеров
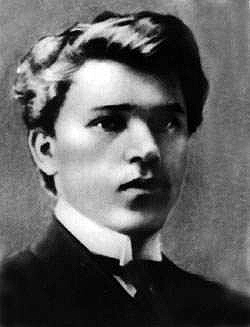
Михайло Драй-Хмара
Павло Филипович
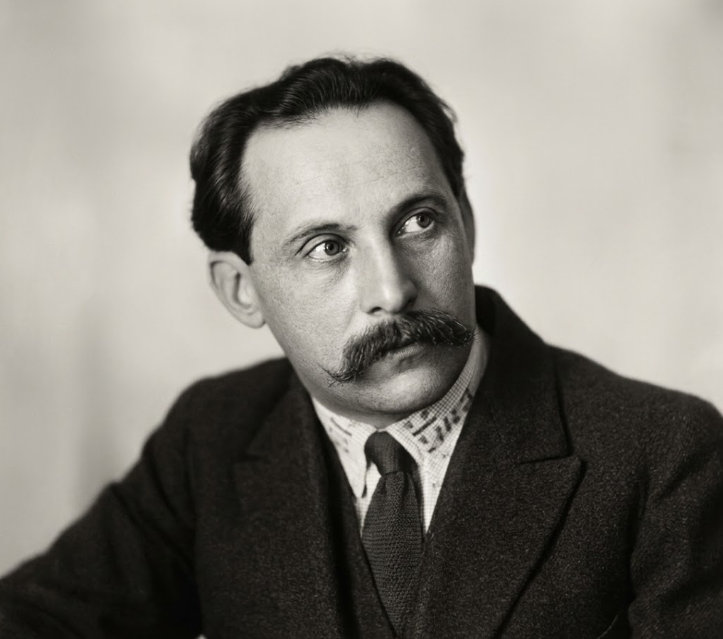
Максим Рильський
Юрій Клен

## У літературній дискусії
У літературній дискусії «неокласики» підтримували модернізаційні й антиутилітаристські гасла Миколи Хвильового. Зокрема, на Київському літературному диспуті Михайло Могилянський сказав, що «враження від статей Хвильового подібне до того, ніби в кімнаті, де було так душно, що важко дихати, відчинили вікна, й легені раптом відчули свіже повітря».
Окрім спорадичних підтримок, Микола Зеров також долучився до дискусії, написавши статті «Наші літературознавці і полемісти» та «Ad fontes».

## Репресії
Те, що неокласики прагнули впроваджувати в своїй творчості форми та методи грецького й римського мистецтва, представникам влади здалось невизнанням радянської дійсності. Тому в 1935 р. були заарештовані М. Зеров, Павло Филипович, М. Драй-Хмара, яких звинувачували в шпигунстві на користь чужоземної держави, в підготуванні й спробі вчинити терористичні замахи на представників уряду та партії і в приналежності до таємної контрреволюційної організації, очолюваної професором Миколою Зеровим.
Проходив у цій справі і неокласик М. Рильський, але через деякий час був звільнений, погодившись на офіційне звання радянського поета. Юрій Клен, скориставшись своїм німецьким походженням, у 1932 році виїхав до Німеччини на лікування й не повернувся. А. М. Зеров був розстріляний 1937 р., П. Филипович загинув на Соловках того ж 1937 р., М. Драй-Хмара помер у концтаборі на Колимі в 1939 р.

## Вплив на літературу
Попри роки забуття, значення неокласицизму для української літератури важко переоцінити. Вже в 1940-х роках на еміграції починають перевидаватися твори неокласиків, які згодом істотно вплинуть на наступні генерації мистців. Наприклад, члени Нью-Йоркської групи Юрій Тарнавський та Богдан Рубчак залишили промовисті свідчення визнання Миколи Зерова та неокласиків зокрема.
Такий самий вплив на подальший розвиток української літератури мали літературознавчі студії неокласиків. Показово, що Григорій Грабович називає статті Павла Филиповича «блискучими» й багато разів посилається на них. В той же час «перевідкриття» літературознавчого доробку неокласиків в Україні відбувається наприкінці 80-х років ХХ століття. Як зазначає Михайло Назаренко, «на другому курсі [університету] його [Зерова] лекційний курс „Українське письменство ХІХ ст.“ (1928) [перевиданий у другому томі вибраних творів Зерова 1990-го року] виявився значно кориснішим, ніж більша частина того, що на цю тему було написано до та після».

#### Монографії
- Демська Л. Українське літературознавство від ідеї до тексту: неокласичний дискурс. — К., «Смолоскип», 2019. — 600 с.

#### Окремі статті
- Віра Агеєва. Рецепція київського неокласицизму як діагноз стану вітчизняної культури // Апологія модерну: обриси ХХ віку. — К., «Грані-Т», 2011. — с. 158—179.
- Володимир Державін. Поезія Миколи Зерова і український клясицизм. // М. Зеров. Sonnetarium. — Берхтесґаден, «Орлик», 1948.
- Володимир Моренець. Неокласицизм // Національні шляхи поетичного модерну. — К., «Основи», 2002. — с. 219—257.
- Дмитро Наливайко. Українські неокласики і неокласицизм. // Теорія літератури і компаративістика. — К., 2006. — с. 322—337.
- Соломія Павличко. Неокласицизм — філософія консервативної модернізації // Дискурс модернізму в українській літературі. — К., Либідь, 1999. — с. 191—199.
- Мирослав Шкандрій. Європейська спадщина. Неокласики полемізують із нігілістами // Модерністи, марксисти і нація. — К., Ніка-Центр, 2006. — с. 109—135.
- Юрій Шерех. «Леґенда про український неоклясицизм»

#### Видання, присвячені неокласикам
- Київські неокласики — К.: Факт 2003.
- Київські неокласики. Антологія. / Упор. Наталія Котенко. — К., «Смолоскип», 2015. — 920 с.

#### Енциклопедичні матеріали
- Неокласика. Літературознавча енциклопедія у 2 томах.